# Erwtje
Erwtje is een stripfiguur bedacht door Elzie Segar en gebruikt in de strips van Thimble Theatre, die later werden hernoemd naar Popeye. De oorspronkelijke Engelse naam Swee'Pea (Sweet pea) betekent lathyrus, een plant die verwant is met de erwt. Voordat het personage zijn intrede deed, gebruikte Popeye de term Erwtje soms als koosnaampje voor Olijfje.

## Strips
Erwtje doet zijn intrede in een album uit 1933. Daar vindt Popeye hem in een doos aan zijn voordeur. Popeye geeft de baby de naam Scooner Seawell Georgia Washenting Christiffer Columbia Daniel Boom, maar hij wordt bijna door iedereen aangesproken met Erwtje. Af en toe gebruikt men Scooner. Op zeker ogenblik wordt wel gesuggereerd dat Erwtje een neefje is van Popeye.

## Tekenfilm
In de tekenfilmserie wordt Erwtje opgevoed door Olijfje. Het is onbekend of Erwtje haar kind is of door haar werd geadopteerd. In een aflevering uit 1960 werd gesuggereerd dat Erwtje een verre neef is van Olijfje en dat zij alleen oppas is.

## Langspeelfilm
In de film Popeye uit 1980 wordt Erwtje dan weer gevonden aan de voordeur van Olijfje, waar Popeye verblijft als gast. Popeye stelt voor om de baby Erwtje te noemen, maar Olijfje vindt dit een belachelijke naam. Daarop antwoordt Popeye dat Baby Oyl (baby-olie) al even belachelijk klinkt. In de film kan Erwtje de toekomst voorspellen. Daarom wordt hij ontvoerd door Wimpy die hem misbruikt om geld te verdienen met de paardenraces.